# Trato respiratório

Diagrama mostrando as partes do trato respiratório humano

Em humanos, o trato respiratório é a parte da anatomia que possui relação com os processos da respiração.
O trato respiratório é dividido em três segmentos:
- Trato respiratório superior: nariz e passagens nasais, seios paranasais  e garganta ou faringe
- Vias aéreas respiratórias: laringe, traqueia, brônquios e bronquíolos
- Pulmões: bronquíolos respiratórios, ductos alveolares, sacos alveolares e alvéolos